# Palais de Fürstenried

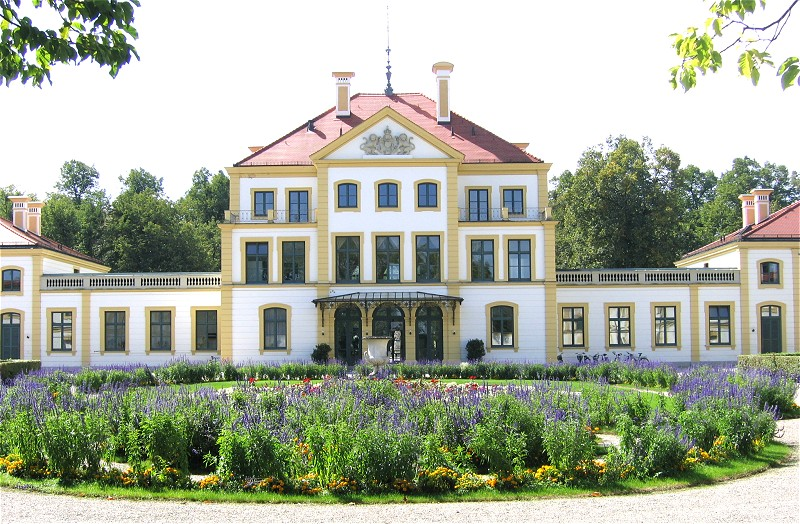
Palais de Fürstenried.

Le palais de Fürstenried est une maison de plaisance baroque et un pavillon de chasse située à Munich, en Bavière. Il a été construit de 1715 à 1717 pour l'électeur Maximilien II Emmanuel. Aujourd'hui, le palais sert de maison spirituelle pour l'archidiocèse et de centre pastoral.

## Histoire
Il a été construit par Joseph Effner pour l'électeur Maximilien II Emmanuel de Bavière en 1715-1717 comme pavillon de chasse et maison de plaisance. Il s'agissait de l'extension et la modification d'un manoir noble déjà existant.
En 1726, un incendie endommagea le palais de Fürstenried. L'année suivante, à la naissance du futur Maximilien III Joseph, Fürstenried fut donné en cadeau à l'archiduchesse Marie-Amélie d'Autriche, épouse du fils de Maximilien Emmanuel, l'électeur Charles VII. De 1777 à 1797, le palais de Fürstenried fut la résidence de l'ancienne électrice Marie-Anne de Saxe, veuve de Maximilien III Joseph. En septembre 1796, Munich est encerclée par l'armée républicaine française qui combat les forces austro-impériales. À cette occasion, le château de Fürstenried a été pillé. En 1798, le palais devint temporairement un asile pour les moines Trappistes français .
Avec l'introduction de la scolarité obligatoire en Bavière, le roi Maximilien Ier a autorisé l'utilisation d'un bâtiment attenant au château comme première école pour les villages environnants de Forstenried et Großhadern entre 1805 et 1824. Pendant la guerre allemande de 1866 et la guerre franco-allemande de 1870/71, le château fut utilisé comme hôpital militaire. 
Le palais a également servi de résidence au roi Othon de Bavière malade de 1883 jusqu'à sa mort en 1916. Le roi habitait un appartement élégamment meublé au rez-de-chaussée, tandis que ses serviteurs habitaient au premier étage. 
Après la Première Guerre mondiale, le château a de nouveau servi d'hôpital militaire. Depuis 1925, l'auberge de retraite catholique pour les exercices spirituels est installée dans le palais de Fürstenried. Des intérieurs, seules les frises de l'enceinte du Cabinet Bleu au deuxième étage du corps de logis ont été conservées .
Au cours de la Seconde Guerre mondiale, le palais a de nouveau servi d'hôpital militaire. De 1946 à 1949, le château a été utilisé comme logement de la faculté de théologie de l'université Louis-et-Maximilien et du Georgianum. Le pape Benoît XVI, qui était étudiant à la faculté, a déclaré qu'avant son ordination diacre à l'automne 1950, il méditait sur sa vocation au sacerdoce « alors que je me promenais dans le magnifique parc de Fürstenried... ».
De 1972 à 1976, le palais a été modernisé. Depuis 2013, le jésuite Christoph Kentrup dirige le palais.

## Description
Le palais possède une allée seigneuriale qui relie le palais de Fürstenried et le château de Nymphenburg. Le palais est constitué d'un bâtiment principal de trois étages et possède deux pavillons latéraux plus petits ainsi que plusieurs bâtiments adjacents autour d'une cour d'honneur.

## Le parc

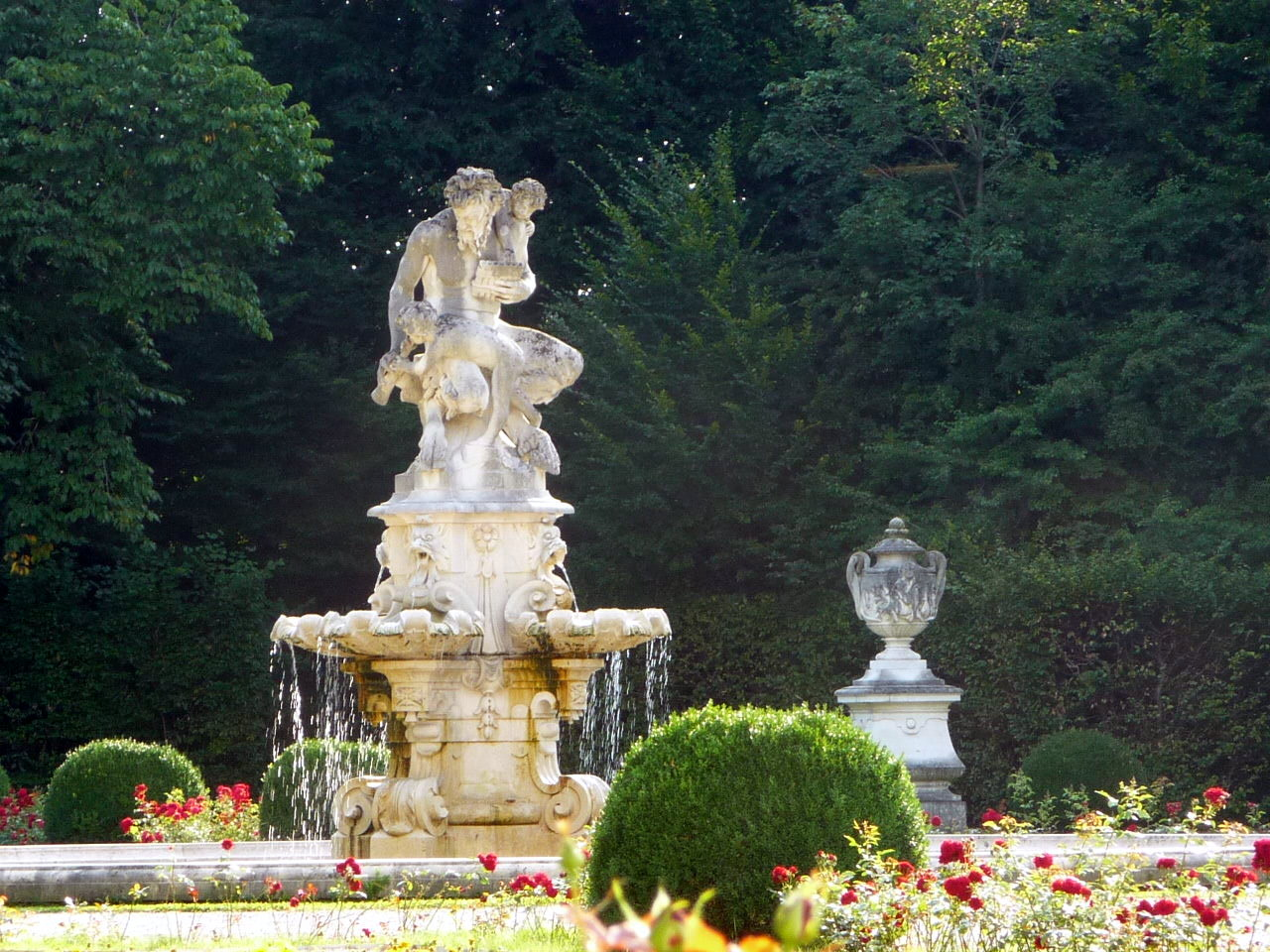
La sculpture-fontaine d'un faune orne la partie baroque du parc

Déjà au XVIIIe siècle, des légumes et des fruits de dessert de haute qualité étaient produits dans le jardin de fruits et légumes du palais. Le jardinier de la cour excellait dans les arts, en plus du quotidien pour utiliser aussi des fruits et légumes rares comme les asperges, les artichauts, les coings et les pêches. Les haricots et les pois alors populaires étaient cultivés dans des châssis froids presque toute l'année. Cette tradition a été reprise à l'époque du roi Otto. Le jardin baroque derrière le château fut ensuite reconstruit par Carl von Effner, d'après les plans de son ancêtre Joseph Effner. Le grand mérite de Carl von Effner est d'avoir préservé les 110 tilleuls du parc et bien d'autres le long des deux allées à double rangée qui flanquent la ligne de mire vers Munich. Au XXe siècle, le palais était célèbre pour ses plantes étrangères.